# Tell al-Mashhad
Tell al-Mashhad è un sito archeologico della Giordania centro-occidentale. Conosciuto anche con il nome di Khirbet 'Ayun Musa (letteralmente "Rovine della sorgente di Mosè"), si trova poche decine di metri a ovest dell'omonima sorgente, ai piedi del monte Nebo.

## Descrizione
Il sito è costituito da un villaggio che si distendeva lungo il ripido pendio della montagna, sulla sommità della quale correva un percorso stradale che univa la valle del Giordano alla città di Heshbon, lastricato in epoca romana. Il sito è dominato da un edificio a pianta quadrangolare che aveva probabilmente funzioni di protezione della sorgente sottostante.

## Studi
Tra il 1999 e il 2011 il sito fu studiato da una missione archeologica italiana diretta da Francesco M. Benedettucci, frutto della collaborazione tra il Franciscan Archaeological Institute, la Fondazione "Ing. Carlo Maurilio Lerici" di Roma e l'associazione OLIM di Roma, di concerto con il Dipartimento delle Antichità del Regno Hashemita di Giordania. Con gli scavi effettuati si poté accertare che il sito fu occupato durante l'Età del ferro, tra la fine dell'VIII e l'inizio del VI secolo a.C..